# SBB RABe 520
Der SBB RABe 520 ist ein elektrischer Gelenktriebwagen der Schweizerischen Bundesbahnen (SBB), der dem Typ Stadler GTW 2/8 entspricht.

## Merkmale
Das Antriebsmodul in der Mitte des Wagens entwickelt eine Leistung von 760 kW, womit eine maximale Geschwindigkeit von 115 km/h erreicht werden kann. Die Unterschiede zur Standardausführung sind unter anderem grössere Transportkapazität, schmaler Wagenkasten, um mehr Abstand zur Strasse zu gewinnen, und doppelte Anzahl der Türen. Es handelt sich um den ersten GTW, welcher mit den neuen luftgefederten Stadler-Drehgestellen ausgerüstet ist. Der enge Hüllraum unter den schmalen Wagenkästen führt jedoch zu einem harten Wagenlauf. Die engen Sitze in den schmalen Fahrzeugen und der kurze Sitzteiler von nur 1650 mm in der ersten Klasse tragen zusätzlich zum mässigen Reisekomfort bei.
Die Seetal-GTW weichen zudem im Vergleich zu anderen Fahrzeugen der SBB von der Norm ab, deren Einstiege üblicherweise auf 55 cm Perronhöhe ausgelegt sind. Die Einstiegshöhe beträgt nur 35 cm und ist so für Perrons angepasst, wie sie auf der Haupteinsatzstrecke im Seetal vorkommen.

### Technische Beschreibung
Siehe Abschnitt Technische Beschreibung im Artkel Stadler GTW

## Einsatzgebiete
Die RABe 520 wurden eigens für die Seetalbahn (Lenzburg–Luzern) beschafft, verkehren aber auch auf anderen ab Lenzburg oder Luzern anschliessenden SBB-Strecken. Zwei Fahrzeuge wurden an Thurbo verkauft und verkehren seither ab Bülach auf der S36 nach Waldshut.
Per Fahrplanjahr 2021 fahren die GTW auf folgenden Linien:
- Luzern–Lenzburg (S9)
- Luzern–Brunnen (S3) (vereinzelt)
- Luzern-Hochdorf (S99) (Zusatzzüge, Mo-Fr)
- Bülach-Waldshut (S36) (Mo–Fr)

Bis zur Teil-Streckenstilllegung per Fahrplanwechsel am 12. Dezember 2004 kamen die RABe 520 zusätzlich auf der Strecke Aarau–Wettingen zum Einsatz, bis vor wenigen Jahren auch auf der S28 zwischen Zofingen und Lenzburg.

## Modernisierung
Die SBB unterzogen die RABe 520 nach der Hälfte der Nutzungsdauer einer grösseren Revision. Diese wurde bis zum Jahr 2021 ausgeführt. Dabei wurde u. a. eine Korrosionsbehandlung am Kasten durchgeführt, das Kundeninformationssystem ersetzt und eine Neulackierung durchgeführt. Zudem wurde im mittleren Wagenteil bei einer der beiden Türen der Einstieg auf 55 cm erhöht, damit mit Rollstühlen auch an Standardperrons ohne fremde Hilfe eingestiegen werden kann. Dazu wurden die beiden Einstiege im Wageninnern durch eine Rampe verbunden. Die Modernisierung des RABe 520 008 als Prototyp begann im April 2018, und seit Januar 2019 ist das erste erneuerte Fahrzeug in Betrieb.

## Taufnamen
| Betriebsnummer | Taufname        |
| -------------- | --------------- |
| 520 000        | Seon            |
| 520 001        | Beinwil am See  |
| 520 002        | Hochdorf        |
| 520 003        | Emmen           |
| 520 004        | Mosen           |
| 520 005        | Eschenbach      |
| 520 006        | Hitzkirch       |
| 520 007        | Boniswil        |
| 520 008        | Stadt Luzern    |
| 520 009        | Schloss Heidegg |
| 520 010        | Staufen         |
| 520 011        | Ballwil         |
| 520 012        | Hallwil         |
| 520 013        | Lenzburg        |
| 520 014        | Gelfingen       |
| 520 015        | Ermensee        |
| 520 016        | Birrwil         |